# Liste der argentinischen Botschafter in Iran
Diese Liste der argentinischen Botschafter in Iran zeigt bisher die argentinischen Diplomaten, die ab 1990 in der Botschaft in Iran tätig sind und waren.

## Geschichte
Am 27. Juli 1902 wurde ein Vertrag über Freundschaft und Handel zwischen Argentinien und Persien in Ostende unterzeichnet, der mit dem Gesetz Ley N° 4.327 am 14. April 1905 ratifiziert wurde.

## Botschafter
| Ernannt / Akkreditiert | Name                        | Bemerkungen     | ernannt während der Regierung von | akkreditiert bei                 | Posten verlassen |
| ---------------------- | --------------------------- | --------------- | --------------------------------- | -------------------------------- | ---------------- |
| 3. Okt. 1990           | Norberto Augusto Pedro Augé | [ 2 ]           | Carlos Menem                      | Ali Akbar Haschemi Rafsandschani | 6. Sep. 1993     |
| 1997                   | Horacio Ricardo Basso       |                 | Carlos Menem                      | Mohammad Chatami                 |                  |
| 2002                   | Ernesto Carlos Alvarez      | Geschäftsträger | Eduardo Duhalde                   | Mohammad Chatami                 | 2003             |
| 2009                   | Mario Enrique Quinteros     | Geschäftsträger | Cristina Fernández de Kirchner    | Mahmud Ahmadinedschad            |                  |